# 裴邃
裴邃（はい すい、生年不詳 - 525年）は、南朝斉から梁にかけての軍人・官僚。字は淵明。本貫は河東郡聞喜県。

## 経歴
裴仲穆の子として生まれた。若いころから文章を得意とし、『春秋左氏伝』を好んだ。斉の建武初年、蕭遙昌に召されて府主簿となった。蕭遙昌が寿陽の八公山廟に碑を立てると、裴邃に文章を作らせ、その見事さを賞賛された。裴邃は秀才に挙げられ、奉朝請に任じられた。
東昏侯が即位すると、始安王蕭遙光が撫軍将軍・揚州刺史となり、裴邃は参軍として召しだされた。後に蕭遙光が反乱を起こして敗死すると、裴邃は寿陽に帰ったが、豫州刺史の裴叔業が北魏に降ったため、裴邃も北魏にうつり、司徒属・中書郎・魏郡太守をつとめた。天監初年、北魏から脱出して梁に帰順し、後軍諮議参軍に任じられた。自ら外任を求め、輔国将軍・廬江郡太守となった。北魏の呂頗が5万の兵を率いて廬江郡に侵攻してきたが、裴邃は麾下の軍を率いてこれを撃破し、右軍将軍の位を加えられた。
天監5年（506年）、鍾離の戦いが起こった。北魏軍は長橋を建造して淮水を渡り、鍾離を攻撃した。天監6年（507年）、裴邃は韋叡の命を受けて、ひそかに戦艦を建造した。大雨になって淮水の水位が上がると、戦艦に乗って北魏軍の建造した橋に近づいて焼き払った。魏軍は驚いて敗走し、裴邃は勝利に乗じて追撃した。進軍して羊石城を落とし、城主の元康を斬った。また霍丘城を落とし、城主の甯永仁を斬った。小峴を平定し、合肥を攻撃した。功績により夷陵県子に封じられた。冠軍長史・広陵郡太守に転じた。
裴邃は郷里の人とともに魏武廟に入り、帝王の功業を論じた。裴邃の妻の甥にあたる王篆之が、「裴邃には大言が多く、不臣の形跡があります」と、ひそかに梁の武帝に奏上した。このため裴邃は始安郡太守に左遷されることとなった。裴邃は軍功を立てることを望んでいたため、戦地から遠のくことを嘆き、呂僧珍に手紙を送り、阮咸・顔延之の「二始の嘆」の故事（両者がいずれも讒言によって始平郡太守・始安郡太守にそれぞれ左遷されたことを指す）になぞらえ、自らの立場を「三始」として訴えた。始安郡に到着しないうちに、北魏軍が宿預を攻撃したため、左遷人事は取り消され、戦地に直行して北魏軍を退けた。右軍諮議参軍・豫章王雲麾府司馬に転じ、蕭綜を補佐して石頭を守備した。竟陵郡太守として出向し、屯田を開いた。游撃将軍・朱衣直閤に転じ、宮殿に宿直した。まもなく仮節・明威将軍・西戎校尉・北梁秦二州刺史に転じた。ここでも屯田数千頃を開いた。召還されて給事中・雲騎将軍・朱衣直閤将軍となり、大匠卿に転じた。
普通2年（521年）、義州刺史の文僧明がそむいて北魏に入り、北魏軍が来援した。裴邃は仮節・信武将軍となり、軍を率いてこれを討つことになった。裴邃は北魏の国境地帯に深入りし、不意をついて檀公峴に拠る北魏の義州刺史の封寿を撃破し、義州を平定した。持節・都督北徐州諸軍事・信武将軍・北徐州刺史に任じられたが、任につかないうちに、都督豫北豫霍三州諸軍事・豫州刺史に転じて、合肥に駐屯した。
普通4年（523年）、宣毅将軍に進んだ。普通5年（524年）、梁が北伐の軍を起こすと、裴邃は都督征討諸軍事となり、3000の騎兵を率いて寿陽城を攻撃することとなった。9月壬戌の夜に寿陽に到着し、城郭に攻めかかり、1日に9回戦ったが、後軍の蔡秀成が道に迷って到着せず、裴邃は城を落とすことができなかった。裴邃は退却して自軍を再編した。このころ梁の諸将は服の色で部隊を区別しており、裴邃は黄袍騎を率いていた。狄丘・甓城・黎漿などの城を攻撃して落とし、安成・馬頭・沙陵などの戍を陥落させた。この年の冬、芍陂の修築をはじめた。
普通6年（525年）、北魏の新蔡郡を落とし、鄭城まで進軍すると、汝水と潁水の間の地帯は梁になびいた。北魏の寿陽城の守将の長孫稚や河間王元琛が5万の兵を率いて城を出て野戦を挑んでくると、裴邃は諸将を4カ所に分けて待機させた。直閤将軍の李祖憐に偽の敗走をさせて長孫稚をおびき寄せ、長孫稚らが追撃してくると、梁の4軍は競って動きだし、北魏軍に大勝した。長孫稚らは敗走して、寿陽城の門を固く閉ざして、再び出てこなくなった。この年の5月に軍中で死去した。侍中・左衛将軍の位を追贈され、爵位を侯に進められた。諡は烈といった。
子に裴之礼があった。

## 伝記資料
- 『梁書』巻28 列伝第22
- 『南史』巻58 列伝第48